# Kaşbelen, Uşak
Kaşbelen là một xã thuộc huyện Uşak, tỉnh Uşak, Thổ Nhĩ Kỳ. Dân số thời điểm năm 2010 là 1161 người.